# Cleonymia
Cleonymia é um gênero de traça pertencente à família Noctuidae.